# Yuri Berchiche
Yuri Berchiche Izeta (ur. 10 lutego 1990 w Zarautz) – hiszpański piłkarz, występujący na pozycji obrońcy w hiszpańskim klubie Athletic Bilbao. W swojej karierze grał także w takich zespołach jak Tottenham Hotspur, Cheltenham Town, Real Valladolid, Real Unión, Real Sociedad, SD Eibar oraz Paris Saint-Germain.